# Wellengeschwindigkeit

Ausbreitung eines Wellenpaketes: Der blaue Punkt bewegt sich mit Phasengeschwindigkeit; der grüne mit Gruppengeschwindigkeit und der rote mit Frontgeschwindigkeit

Ausbreitungsgeschwindigkeit oder Wellengeschwindigkeit sind in der Wellenlehre Sammelbegriffe für die Geschwindigkeiten, mit der sich Wellen ausbreiten.
Für eine monochromatische Welle ist die Ausbreitungsgeschwindigkeit identisch mit der Phasengeschwindigkeit, also mit der Geschwindigkeit, mit der sich ein Wellenberg bewegt. In dispersiven Medien (z. B. Licht in Materie) ist diese Phasengeschwindigkeit von der Frequenz der Welle abhängig.
Betrachtet man eine sich ausbreitende Störung, also ein Wellenpaket, so ist dies aus vielen monochromatischen Wellen mit unterschiedlichen Frequenzen zusammengesetzt. Die Geschwindigkeit, mit der sich ein solches Wellenpaket als Ganzes fortbewegt, also die Geschwindigkeit der Einhüllenden, ist die Gruppengeschwindigkeit.
Für verlustbehaftete Ausbreitungsmedien oder Medien mit nichtlinearer Dispersionsrelation kann sich die Form des Wellenpaketes ändern. Daher muss die Gruppengeschwindigkeit unterschieden werden von der Frontgeschwindigkeit, mit der sich eine Wellenfront ausbreitet.
Die Signalgeschwindigkeit, mit der Information oder Energie übertragen wird, ist maximal so groß wie die Frontgeschwindigkeit. Die Phasengeschwindigkeit und auch Gruppengeschwindigkeit einer Welle können durchaus höher sein, sogar schneller als die Lichtgeschwindigkeit.